# Distretto di Chang'an (Xi'an)
Il distretto di Chang'an (长安区S, Cháng'ān QūP) è un distretto della Cina, situato nella provincia dello Shaanxi e amministrato dalla città-prefettura di Xi'an.